# Grupa Lotos
Pour les articles homonymes, voir Lotus.

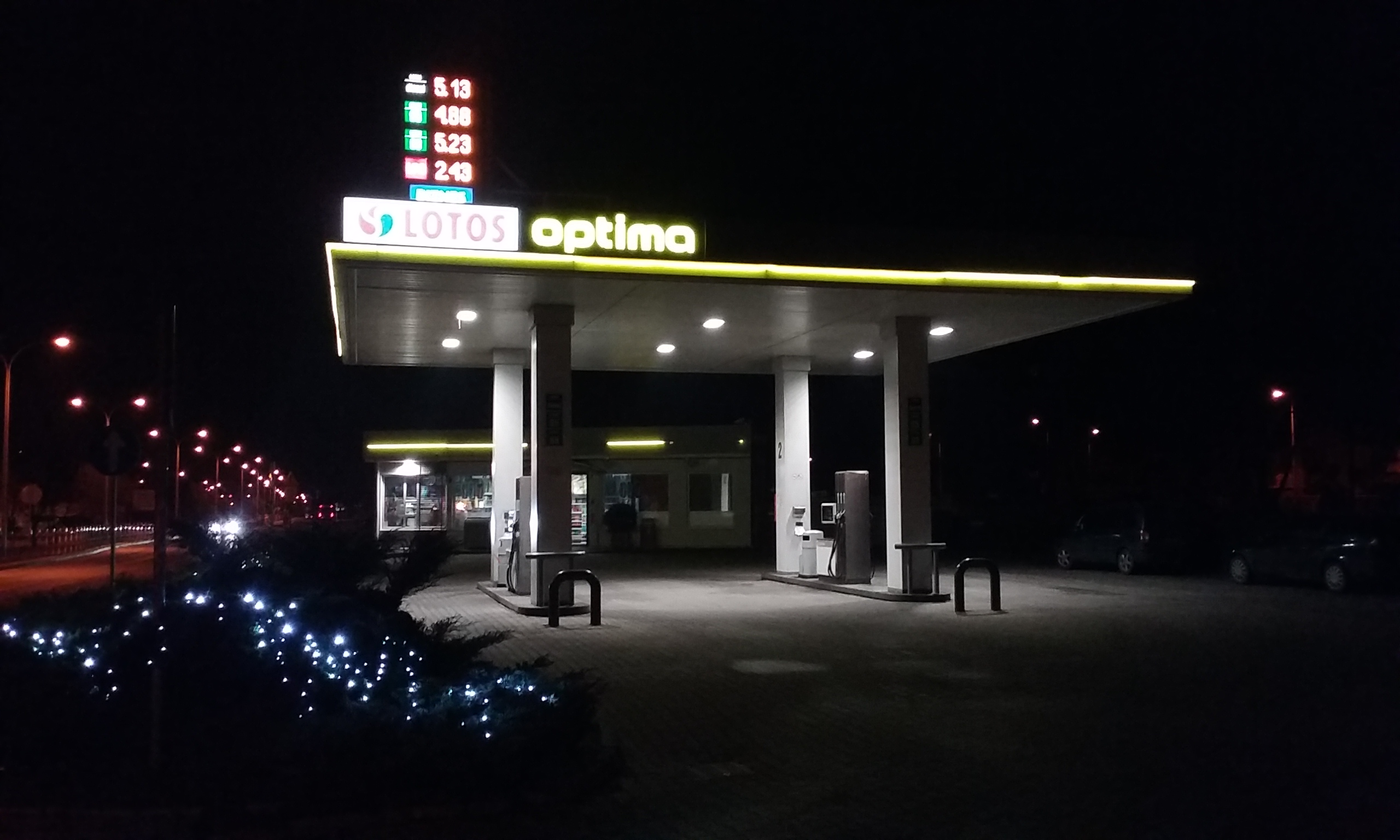
Station-service Lotos dans Tomaszów Mazowiecki (60,000 habitants), Pologne

Lotos, ou Grupa Lotos SA pour son nom officiel en polonais, est un holding pétrolier semi-public polonais, ayant son siège à Gdańsk. L'entreprise est la deuxième actrice nationale de son secteur, après PKN Orlen. Elle a été fondée en 1975, sous le nom de Rafineria Gdańska SA (Raffinerie de Gdańsk, en polonais) et a adopté sa dénomination actuelle en juin 2003.
Son chiffre d'affaires en 2013 est de 28,56 milliards de złotys, soit 6,81 milliards d'euros. Son bénéfice est de 39,4 millions de złotys, soit 9,4 millions d'euros.
Lotos fait partie de l'indice de l'indice de référence de la Bourse de Varsovie, le WIG 20, à la 17e place, après le pétrolier hongrois MOL et le groupe de médias Agora.

## Identité

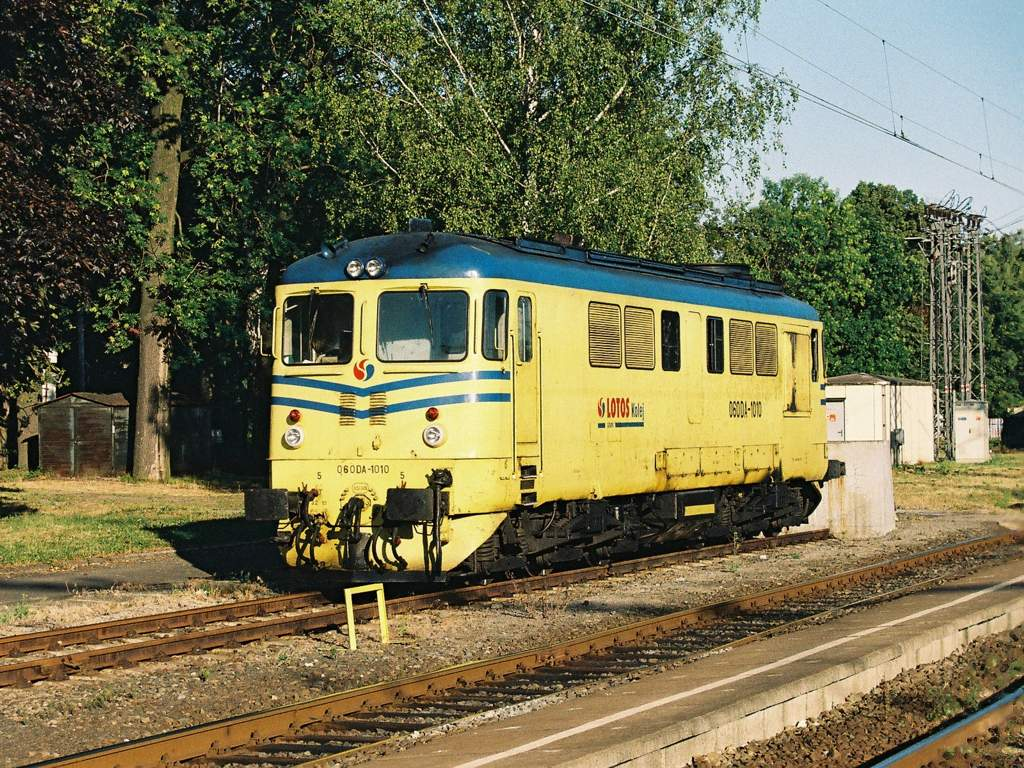
Une locomotive de la filiale ferroviaire Lotos

Lotos rassemble 17 filiales diversifiées. Les principales sont Lotos Czechowice et Lotos Jasło, détenues à 80 % chacune depuis janvier 2006, qui sont deux raffineries situées dans les villes éponymes, la raffinerie Nafta Glimar, possédée à 91,5 %, ainsi que Petrobaltic pour l'activité d'extraction, détenue à 69 %. Les autres couvrent les lubrifiants, la pétrochimie, la production de bitumes, mais aussi le matériel de protection incendie, la maintenance électrique et mécanique, et le transport ferroviaire.
Sa raffinerie principale est située à Gdańsk, et fait l'objet d'un projet d'extension réalisé par le français Technip, à échéance 2010. D'une capacité de 120 000 barils par jour, elle est la seconde du pays. Ses raffineries filialisées cumulent seulement 18 400 barils par jour. Le pétrole raffiné chez Lotos provient à 85 % de Russie, et  à 5 % de Petrobaltic.L'enjeu est de diversifier ses importations, c'est pourquoi des accords avec le Koweït et la Norvège ont été signés en 2006.
Le nombre de stations service à l'enseigne Lotos est de 400, loin derrière son concurrent PKN Orlen, et juste devant BP et Royal Dutch Shell. Ce réseau lui permet de détenir 26 % du marché de la distribution, signe d'une relative performance comparée au leader en Pologne, PKN Orlen qui détient une part de marché deux fois supérieure avec un réseau cinq fois plus nombreux.
Son actionnariat est majoritairement public à 53,2 %. Le bancassureur néerlandais ING possède 5,2 %.